# Šmarnica (ptica)
Šmarnica (znanstveno ime Phoenicurus ochruros; domača imena so še švigla, iloščica, brojica, lipek) je drobna ptica pevka, ki so jo prej uvrščali v družino drozgov (Turdidae), zdaj pa jo v glavnem med muharje. Gnezdi po vsej južni in srednji Evropi v skalnih razpokah ali luknjah v stavbah. Zelo razširjena je tudi v Sloveniji. Od podobnega pogorelčka, ki je približno enake velikosti, 14 centimetrov, jo ločimo po bolj sivem izgledu.

## Podvrste
Obstaja več podvrst, ki se med seboj razlikujejo predvsem po barvi spodnjega perja pri odraslih samcih, pri nekaterih oblikah pa tudi po oglašanju. Različni strokovnjaki priznavajo med pet in sedem podvrst. Podvrste je mogoče razdeliti v tri glavne skupine na podlagi morfologije, biogeografije in in genetskih podatkov iz zaporedja mtDNA citokroma b.
Skupina P. o. phoenicuroides. Bazalne oblike iz osrednje in vzhodne Azije, ki so se ločile od izvorne populacije, ko se je vrsta postopoma širila proti zahodu (ok. 3–1,5 milijona let). Samice in mladiči imajo svetlo sivorjavo perje.
- Phoenicurus ochruros phoenicuroides (Moore, F, 1854) – od Tian Shan proti vzhodu do Mongolije.
- Phoenicurus ochruros murinus Fedorenko, 2018 – Altaj, Tuva, severna Kitajska in zahodna Mongolija.[8]
- Phoenicurus ochruros rufiventris (Vieillot, 1818) – Od Turkmenistana proti vzhodu skozi Pamir in  Alaj do Himalaje. 
  - Phoenicurus ochruros xerophilus. Kitajska vzhodno od in med območji prejšnjih dveh podvrst.[6]

Skupina P. o. ochruros. Zahodnoazijske podvrste, katerih razvojna linija se je od skupine gibraltariensis ločila pred približno 1,5 do 0,5 milijona leti. Samice in mladiči imajo vmesne značilnosti med vzhodnimi in zahodnimi oblikami.
- Phoenicurus ochruros ochruros (Gmelin, SG, 1774) – Vzhodna Turčija, Alborz in Kavkaz.
- Phoenicurus ochruros semirufus (Hemprich & Ehrenberg, 1833) – Levant.

Skupina P. o. gibraltariensis. Evropska populacija, ki se je kot ločena podvrsta najverjetneje oblikovala  zadnjo ledeno dobo.  Samice in mladiči imajo temno sivo perje.
- Phoenicurus ochruros gibraltariensis (Gmelin, JF, 1789) – Zahodna Evropa vzhodno do Krima in zahodne Turčije.
  - Phoenicurus ochruros aterrimus. Iberski polotok in Maroko.[6]